# マシュー・リッジウェイ

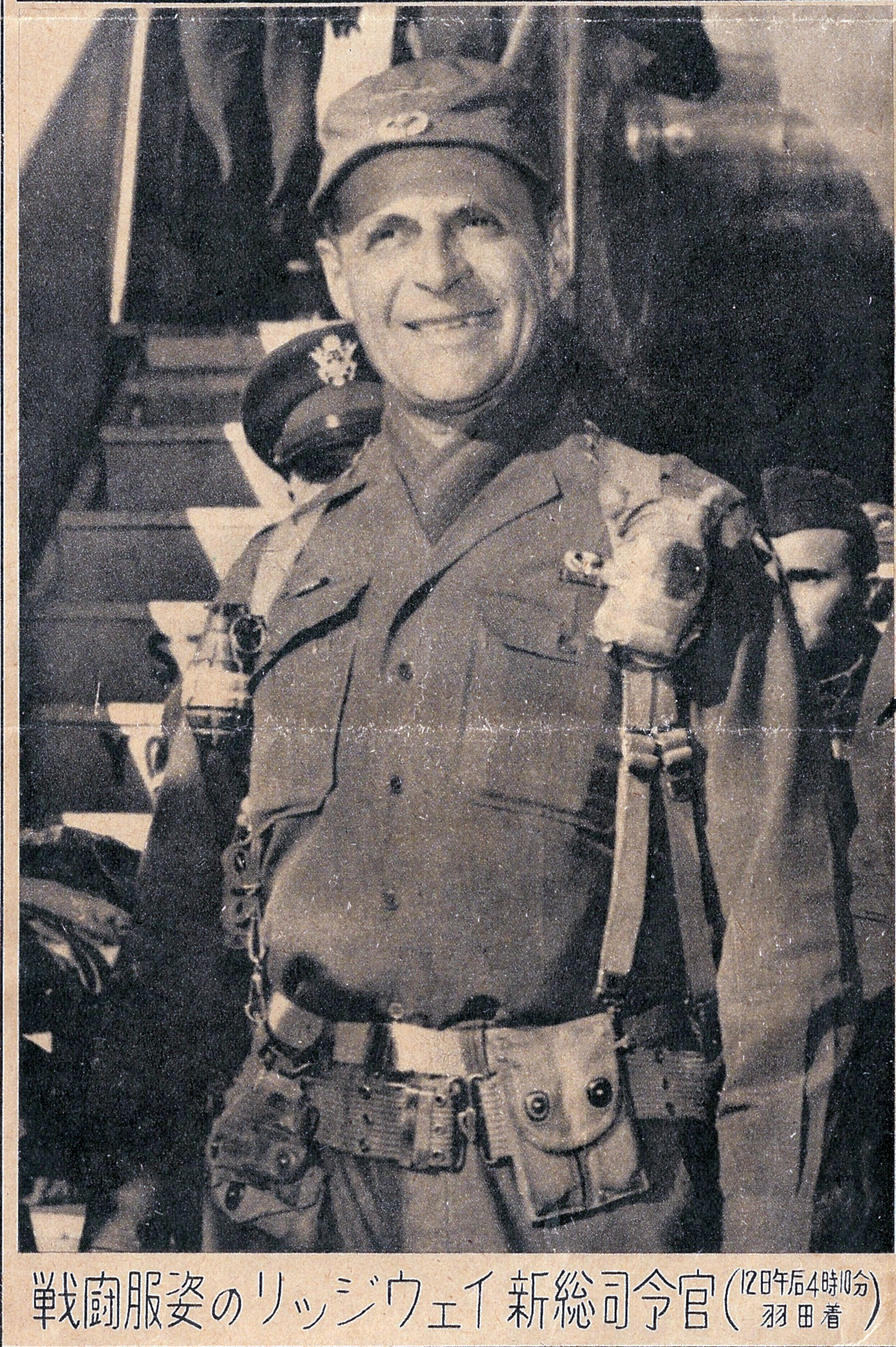
第2代の連合国軍最高司令官として着任のため羽田に降り立ったリッジウェイ、世界通信より

マシュー・バンカー・リッジウェイ（英: Matthew Bunker Ridgway、1895年3月3日 - 1993年7月26日）は、アメリカ合衆国の陸軍軍人。ダグラス・マッカーサーの後任として1951年4月より1952年4月まで第2代連合国軍最高司令官として日本の占領統治に当たった。リッジウェイはいくつかの有名な作戦を指揮したが、特に朝鮮戦争で窮地に陥った国連軍を救い出したことで有名である。

## 生い立ちと初期の経歴
1895年3月3日、バージニア州フォート・モンローに生まれる。1917年に米陸軍士官学校（ウェストポイント）を卒業し、少尉に任官。卒業後、スペイン語教官として陸軍士官学校に戻ることとなる。その後、ジョージア州フォート・ベニングの歩兵学校で士官養成課程を修了し、第15歩兵連隊の指揮官となる。続いてニカラグアへ配属され、ここでは1927年の自由選挙の監督を支援した。
1930年にはフィリピン総督の軍事技術顧問となる。その数年後、カンザス州フォート・レヴンワースの指揮幕僚大学に学び、同時期（1930年代中頃）に第6軍団の副参謀長となる。その後、第2軍の副参謀長、第4軍の副参謀長を歴任した。ジョージ・マーシャル参謀総長はその功績を認め、第二次世界大戦が勃発するとリッジウェイを戦争計画局に配属した。

## 第二次世界大戦

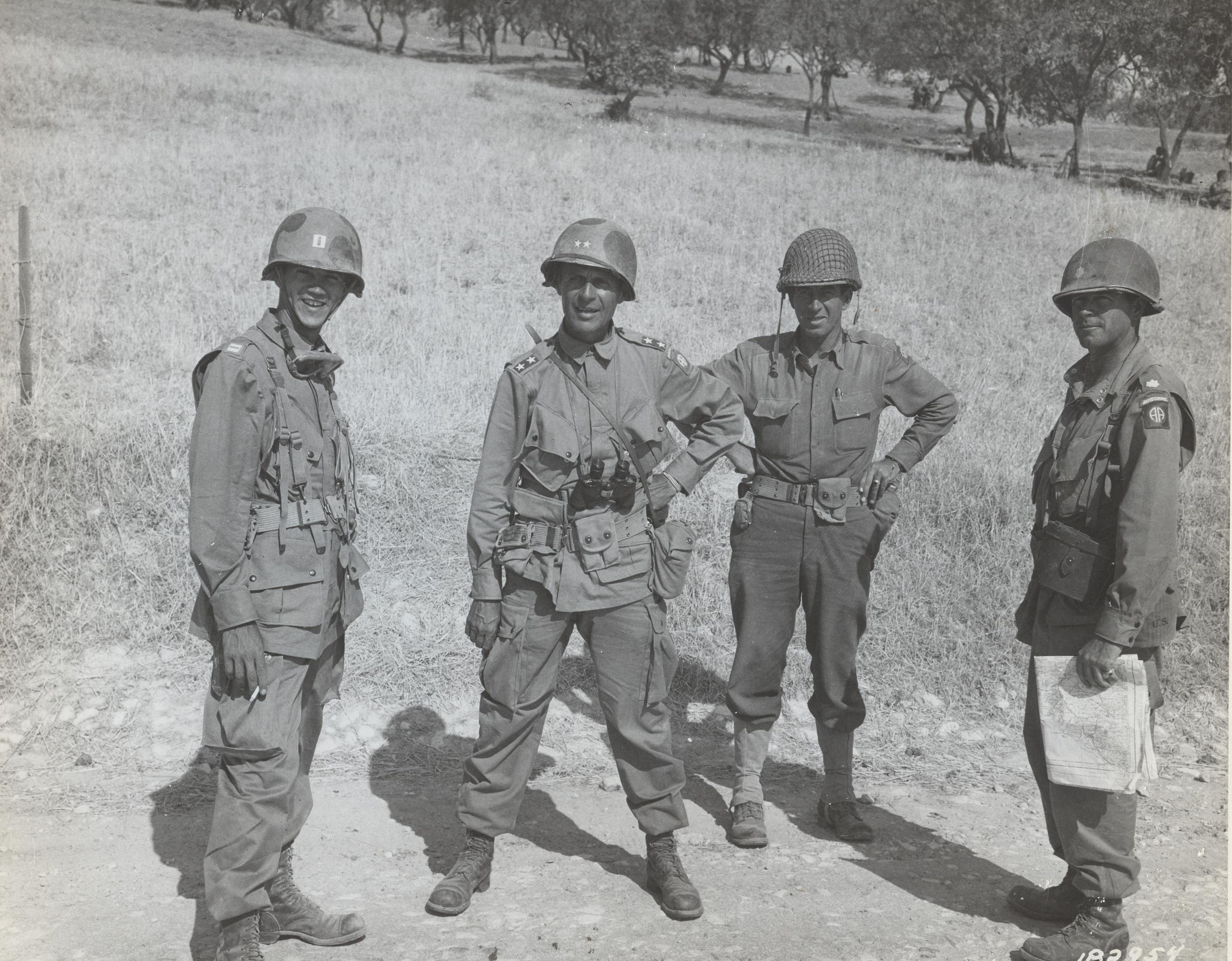
シチリア島リベーラ近郊の戦場を見渡す、第82空挺師団司令官リッジウェイ少将 (中央左) と参謀たち。リッジウェイの右隣にいる副官はのちに朝鮮戦争での功績により、死後名誉勲章を授与するドン・C・フェイス・ジュニア大尉。（1943年7 月25日）

1942年8月に准将に昇任、オマー・ブラッドレーが第28歩兵師団長へ転任したのをうけ、第82空挺師団の師団長となる。同師団は軍の二つの空挺師団構想の内の一つとして選ばれたが、この師団が選ばれたのはリッジウェイの教官としての能力と、同僚たちのあいだで際立っていた思考の柔軟性によるところが大きい。当時空挺師団構想はアメリカ陸軍にとって実験的試みであった。
リッジウェイは1943年のハスキー作戦を支援した。2ヶ月後のジャイアント作戦計画時には副官のマクスウェル・D・テイラーにスパイ活動を行わせ、イタリア軍の無力とドイツ軍が降下地点に展開していることを暴き、作戦中止を決断。この判断で師団壊滅の危機を救ったことが、後の出世に繋がった。
1944年にはオーバーロード作戦での空挺降下計画を支援した。ノルマンディー上陸作戦時、彼は部下と共にパラシュート降下し、サン＝ソーヴァー＝ル＝ヴィコントへの進出を目指して33日間の戦闘を経験した。1944年9月には上級の第18空挺軍団の指揮を任され、ドイツへの侵攻を指揮した。一年後彼は中将に昇進する。
1945年の太平洋戦争末期、大尉時代にウェストポイントで仕えたダグラス・マッカーサー元帥のもとで新たな任務につくため、飛行機で太平洋戦域に向かった。しばらくの間ルソン島で指揮を行い、続いて地中海での連合軍副最高司令官に就任した。1940年代末にはカリブ海でのアメリカ軍の指揮を行い、後に陸軍参謀総長J・ロートン・コリンズの下で副参謀長に就任した。

## 朝鮮戦争

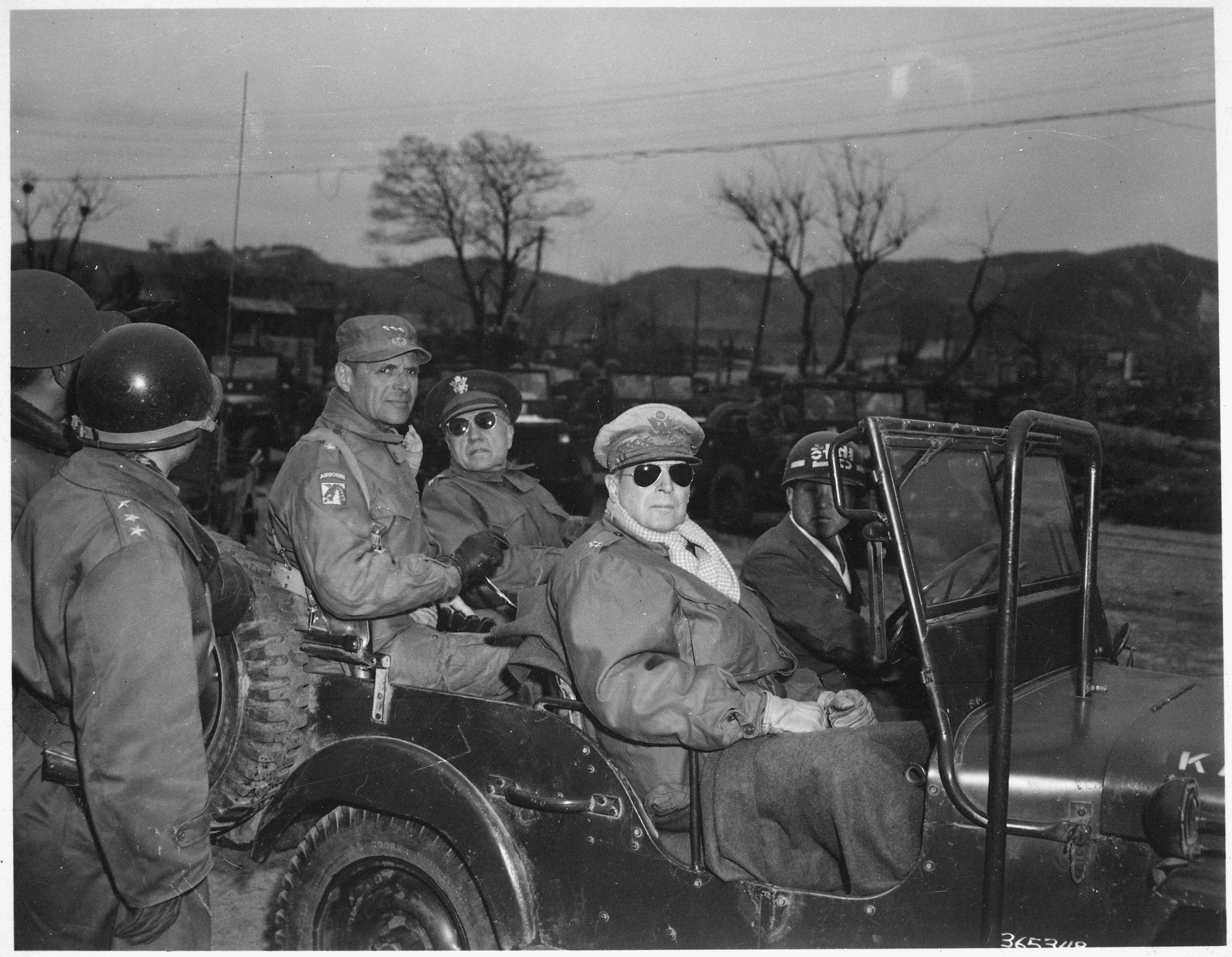
左から右へ: 国連司令部でジープに乗るリッジウェイ、ドイル・ヒッキー少将、ダグラス・マッカーサー陸軍元帥（1951年4月）

リッジウェイの最も重要な転機は、朝鮮戦争で1950年12月、中華人民共和国の参戦で国連軍が敗走する中、アメリカ第8軍司令官ウォルトン・ウォーカー中将が交通事故死したことで生じた。彼はウォーカーの後任として第8軍司令官に就任した。国連軍総司令官（アメリカ極東軍総司令官）ダグラス・マッカーサー元帥は、リッジウェイに、ウォーカーには与えなかった第10軍団（司令官は、マッカーサーお気に入りのアーモンド陸軍少将）の指揮権も与えた。リッジウェイは第8軍を立て直し、中国人民志願軍の攻勢を押し止め、1951年春から反転攻撃に出た。軍事歴史家は圧倒的多数の中国人民志願軍が停止し、結局、韓国から38度線の向こうに撃退することができたのはリッジウェイが第8軍を立て直すことができたからだとする。この期間に、リッジウェイ個人のリーダーシップの例は、基本的な軍事活動における原則についての彼の完全な知識と同様に、アメリカ陸軍史上でほとんど一致することができなかったリーダーシップの標準として定められることとなった。
韓国軍にはアメリカから最新鋭の兵器が供与されていたが、韓国軍がそれらの高価な装備品を安易に放棄して逃亡してしまうことがリッジウェイを悩ませたようで、繰り返し著書「THE KOREAN WAR」でも言及されている。それに対して李承晩は、韓国人兵士をアメリカ軍の装備で武装させることが効率的だと繰り返し主張し、リッジウェイを不快にさせた。リッジウェイは、第一線から全ての韓国師団を引き上げ、訓練する時間が必要であると結論付けている。
1951年4月にマッカーサー元帥が、トルーマン大統領によって最高司令官を解任されると、リッジウェイがその後任となり、大将に昇進し、朝鮮半島での国連軍の指揮と連合国軍最高司令官として占領下日本で占領行政を行った。もう一つの重要な任務は、連合国軍最高司令官として、連合国の占領下にあった日本を独立させて西側陣営の一員に加えることであった。吉田茂首相との協調によってこの課題を達成し、1952年4月28日にサンフランシスコ講和条約が発効して日本の占領が解除された。

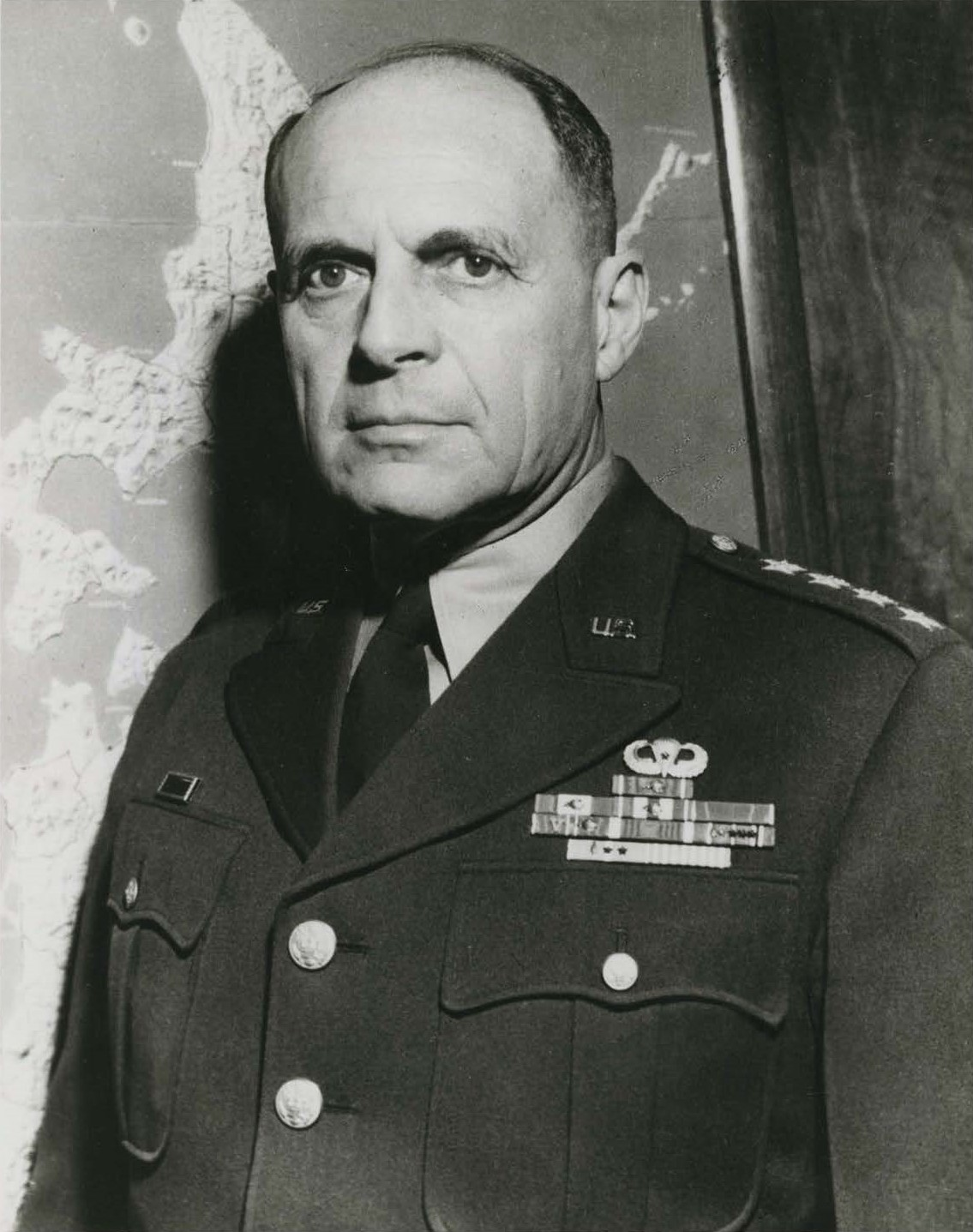
リッジウェイ

1952年5月に、リッジウェイはドワイト・D・アイゼンハワー元帥の後任としてNATO軍最高司令官に就任し、国連軍司令官の後任にはマーク・W・クラークが選ばれた。しかしながら周りのスタッフを自らの部下で固めようとしたため他ヨーロッパ諸国の軍指揮官の反発を受ける。彼はコリンズ将軍の後任としてアメリカ陸軍参謀総長に就任するため、1953年にアメリカに帰国した。
リッジウェイは2年間、陸軍参謀総長の職にあったことで、ベトナム戦争へのアメリカの介入を遅らせたと歴史家に見なされる。当時のアイゼンハワー大統領はアメリカ軍がフランス軍と合同で介入することに関して彼の判断を求めた。これに対してリッジウェイは、信号兵、軍医、工兵、兵站部員などから構成された調査団を派遣し、『リッジウェイ報告書』にまとめた。その報告書によれば、敵を撲滅するには最低五個師団、できれば十個師団(朝鮮には六個師団が投入されたにすぎない)が必要だ、というものであり、介入した場合に支払うべき莫大な代価を具体的に提示している。しかしながらその経験は、リッジウェイがアイゼンハワーと第二次世界大戦中に保った良好な関係を試されることとなった。1955年に陸軍を退役し、後任にはかつて第82空挺師団で副官であったマクスウェル・D・テイラーが就任した。

## 退役後

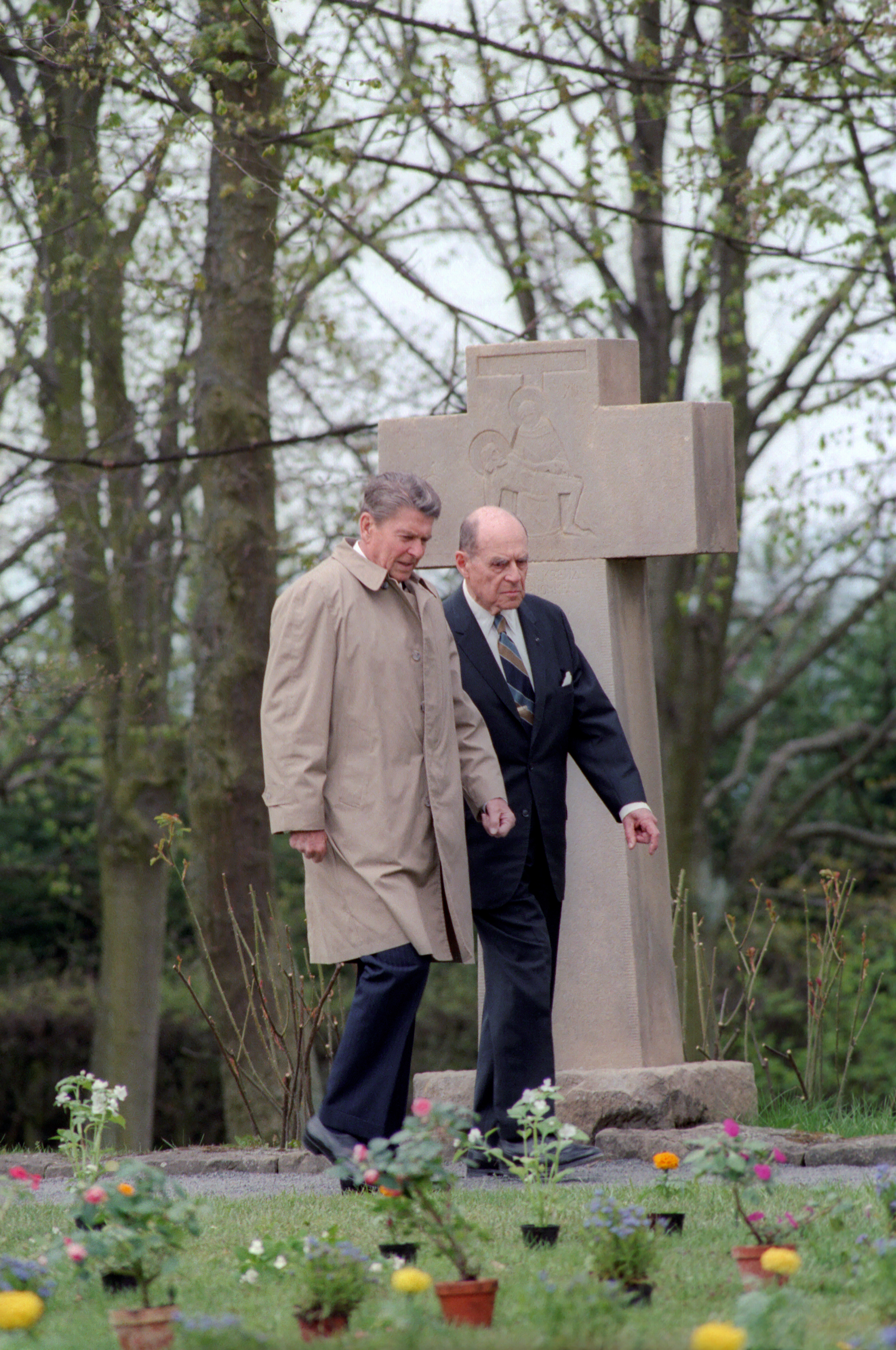
西ドイツのビットブルク墓地でロナルド・レーガン大統領とリッジウェイ（1985年5月5日）

リッジウェイは自分が考えていたよりも早期の退役を強いられた。しかし彼自身は自らの能力が及ぶ限り、国に奉仕したと確信していた。軍を退任後はペンシルベニア州ピッツバーグのメロン産業調査研究所の取締役会長を1960年まで務めた。
リッジウェイは軍人としては成功したが、個人的生活では幸福ではなかった。なお、リッジウェイは3度結婚している。友人および同僚によると、1971年に息子が交通事故死した後は以前と違ってますます元気がなく、不機嫌になったという。

## 著作
- Matthew B. Ridgway, The Korean War, Doubleday, 1967. Da Capo Press, 1986. 
  - 『朝鮮戦争』（熊谷正巳・秦恒彦訳、恒文社、1976、新版1994）
- Matthew B. Ridgway, Soldier: The memoirs of Matthew B. Ridgway, as told to Harold H. Martin. Greenwood, 1974.

## 死去

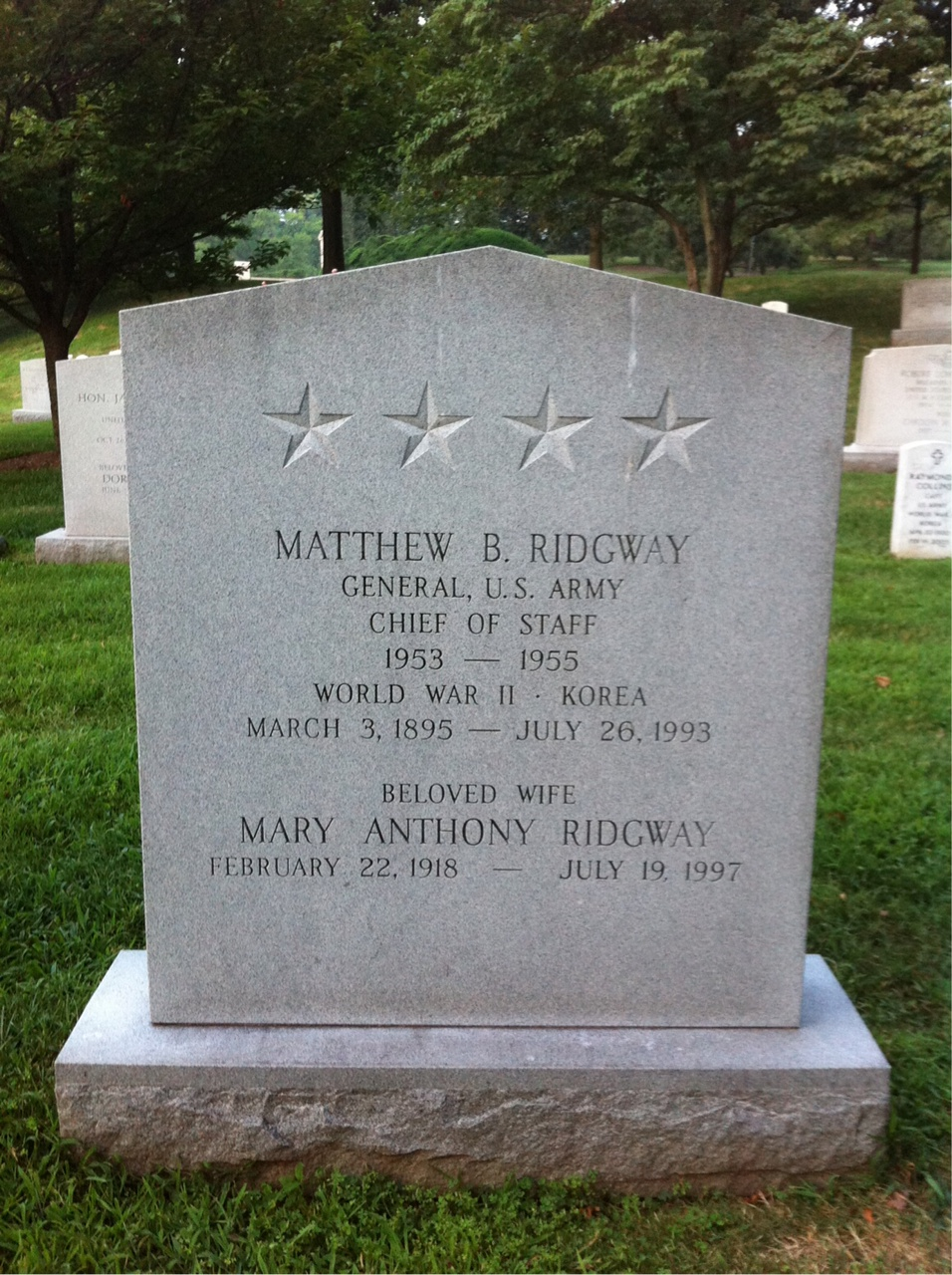
リッジウェイの墓

リッジウェイはピッツバーグ郊外のフォックス・チャペルの自宅で1993年7月、98歳で死去した。アーリントン国立墓地に埋葬されている。

## 栄典
- 大統領自由勲章（1986年）[5]
- 議会名誉黄金勲章
- 殊勲十字章
- 銀星章
- 銅星章
- パープルハート章
- レジオンドヌール勲章グランクロワ（1953年）